# Борети (Кунео)
Борети је насеље у Италији у округу Кунео, региону Пијемонт.
Према процени из 2011. у насељу је живело 79 становника. Насеље се налази на надморској висини од 278 м.